# Kepler-50 b
Kepler-50b — экзопланета звезды Kepler-50, находящаяся в созвездии Лебедя. Является одной из двух обнаруженных планет в звездной системе, находящаяся на близком расстоянии от родительской звезды.

## Характеристики
Исходя из полученных данных планета Kepler-50b является суперземлей. Планета делает оборот вокруг звезды за 7.81 дней, а ее большая полуось составляет 0.077 а.е. Судя по параметрам звезды и радиусу обращения планеты, можно предположить, что Kepler-50b является планетой с высокотемпературным климатом.

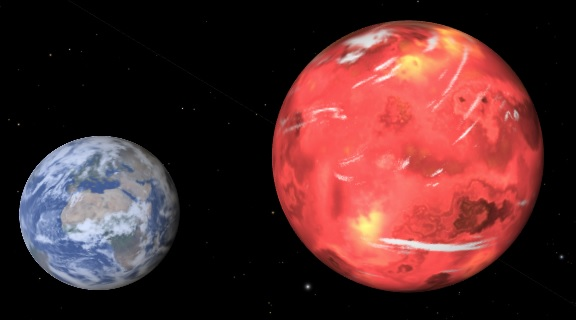
Сравнение Земли и Kepler-50b

## Открытие
Колебания в светимости звезды были замечены телескопом Кеплер. Затем астрономы получили спектры, наблюдая за звездой в обсерватории Кека с помощью спектрографа HIERS и в обсерватории имени Уиппла с помощью 1,5-метрового рефлектора Тиллингаста. Полученные данные помогли понять ученым, что на орбите звезды вращаются как минимум две планеты, в дальнейшем названные Kepler-50b и Kepler-50c.

## Примечание
1. ↑  Open Exoplanet Catalogue - Kepler-50 b. openexoplanetcatalogue.com. Дата обращения: 25 ноября 2024. Архивировано 28 января 2023 года.
2. 1 2  Weiss L. M., Isaacson H., Howard A. W., Fulton B. J., Fabrycky D., Jontof-Hutter D., Steffen J. H., Schlichting H. E., Beard C., Brinkman C. L. и др. The Kepler Giant Planet Search. I: A Decade of Kepler Planet-host Radial Velocities from W. M. Keck Observatory — 2024. — doi:10.3847/1538-4365/AD0CAB — arXiv:2304.00071
3. ↑  Steffen J. H., Fabrycky D. C., Agol E., Morehead R. C., Ford E. B., Cochran W. D., Lissauer J. J., Bryson S., Adams E. R., Borucki W. J. et al. Transit timing observations from Kepler – VII. Confirmation of 27 planets in 13 multiplanet systems via transit timing variations and orbital stability (англ.) // Monthly Notices of the Royal Astronomical Society / D. Flower — OUP, 2012. — Vol. 428, Iss. 2. — P. 1077–1087. — 11 p. — ISSN 0035-8711; 1365-2966 — doi:10.1093/MNRAS/STS090 — arXiv:1208.3499
4. ↑  Martin, Pierre-Yves. Planet Kepler-50 b (англ.). exoplanet.eu (2016). Дата обращения: 25 ноября 2024. Архивировано 1 декабря 2024 года.
5. ↑  [https://arxiv.org/pdf/1302.3728 Asteroseismic determination of obliquities of the exoplanet
systems Kepler-50 and Kepler-65] (""en"") // arxiv.org : сайт. — 2013. — С. 2—6. Архивировано 11 августа 2024 года.